# Nolana carnosa
Nolana carnosa ist eine Pflanzenart aus der Gattung Nolana in der Familie der Nachtschattengewächse (Solanaceae).

## Beschreibung
Nolana carnosa ist ein kompakter, ausdauernder Strauch, der Wuchshöhen 15 bis 25 cm erreicht. Er wächst niederliegend, ist dicht verzweigt und stark belaubt, klebrig und verkahlend. Die Laubblätter stehen wechselständig, sind dreieckig und fleischig, sie werden 2 bis 3 cm lang.
Die Blüten stehen einzeln, die Knospen sind geschnäbelt. Die Blütenstiele sind 7 mm lang, an der Frucht werden sie nickend. Der röhren- bis glockenförmige Kelch ist etwa 1 cm groß, gefaltet und zweilippig. Er ist mit fünf unregelmäßigen, pfriemförmigen Kelchzähnen besetzt. Die Krone ist etwa 2,5 cm groß, trichterförmig und blau bis violett, oder selten weiß gefärbt. Die Staubblätter sind ungleich gestaltet, an der Basis sind die Staubfäden leicht verbreitet und behaart. Der Blütenboden ist kelchförmig und geschwungen. Die Narbe ist schildförmig und zweigelappt.
Die Frucht besteht aus sieben bis acht (selten auch nur fünf) trockenen Teilfrüchten, die jeweils zwei bis drei Samen enthalten.

## Vorkommen
Nolana carnosa kommt in Chile in der Región de Tarapacá und der Región de Atacama vor und wächst dort auf sandigen Küstenebenen.